# Николай Японский
Никола́й Япо́нский (в миру Ива́н Дми́триевич Каса́ткин, яп. ニコライ・カサートキン; 1 [14] августа 1836, Берёзовский погост, Бельский уезд, Смоленская губерния — 3 [16] февраля 1912, Токио, Япония) — епископ Русской церкви; архиепископ Токийский и Японский (с 1906 года). Миссионер, основатель Православной церкви в Японии, почётный член Императорского православного палестинского общества. Прославлен в лике святых как равноапостольный (1970); память — 3 (16) февраля.

## Биография
Родился в Берёзовском погосте Бельского уезда Смоленской губернии (ныне деревня Береза Мостовского сельского округа Оленинского района Тверской области) в семье диакона. Окончил Бельское духовное училище и Смоленскую духовную семинарию. В числе лучших учеников в 1857 году был рекомендован и на казённый счёт поступил в Санкт-Петербургскую духовную академию, где учился с 1857 до 1860 года, когда, узнав, что есть вакансия на должность настоятеля церкви при недавно открытом русском консульстве в городе Хакодате (Япония), изъявил желание ехать. По личному ходатайству митрополита Санкт-Петербургского Григория (Постникова) ему было предоставлено место в Японии, а также присвоена учёная степень кандидата богословия без представления соответствующего квалификационного сочинения.
23 июня 1860 года ректором академии епископом Нектарием (Надеждиным) пострижен в монашество с именем в честь святителя Николая Мирликийского. 30 июня рукоположён в иеромонаха.
2 июля 1861 года прибыл в Хакодате. Первые годы своего пребывания в Японии самостоятельно изучал японский язык, культуру и быт японцев.
Первым японцем, обращённым им в православие, несмотря на то, что обращение в христианство было запрещено законом, стал синтоистский священнослужитель Такума Савабэ, получивший сан по наследству после смерти приёмного отца. Павел родился в семье самурая и крестился в числе двух других японцев весной 1868 года.

Молитва «Отче наш» в переводе на классической японский язык, выполненном святителем Николаем и Павлом Накаи Цугумаро

За полвека служения в Японии покидал её только дважды: в 1869—1870 и в 1879—1880 годах. В 1870 году по его ходатайству была открыта русская духовная миссия в Японии с центром в Токио (с 1872 года) — в ведении Камчатской епархии. 17 марта 1880 года определением Святейшего синода ему указано быть епископом Ревельским, викарием Рижской епархии, с откомандированием в Японию; 30 марта 1880 года в Троицком соборе Александро-Невской лавры хиротонисан во епископа.
В процессе миссионерской деятельности отец Николай перевёл на классический японский язык Священное Писание, другие богослужебные книги, создал духовную семинарию, шесть духовных училищ для девочек и мальчиков, библиотеку, приют и другие учреждения. Издавал православный журнал «Церковный вестник» на японском языке. Согласно рапорту Святейшему синоду, на конец 1890 года православная церковь в Японии насчитывала 216 общин, а в них 18 625 христиан.
8 марта 1891 года был освящён кафедральный Воскресенский собор в Токио, называемый японцами Никорай-до (ニコライ堂).
Во время русско-японской войны остался со своей паствой в Японии, однако в общественных богослужениях участия не принимал, так как, согласно чинопоследованию богослужений (и благословению самого Николая Японского), японские христиане молились о победе своей страны над Россией: «Сегодня по обычаю я служу в соборе, но отныне впредь я уже не буду принимать участия в общественных Богослужениях нашей церкви… Доселе я молился за процветание и мир Японской империи. Ныне же, раз война объявлена между Японией и моей родиной, я, как русский подданный, не могу молиться за победу Японии над моим собственным отечеством. Я также имею обязательства к своей родине и именно поэтому буду счастлив видеть, что вы исполняете долг в отношении к своей стране».

16 / 29 февраля 1904. <…> Я здесь не служитель России, а служитель Христа. <…> дело Христа — не как дело России — прямо, честно, крепко истинно, не к поношению, а к доброму концу приведет. <…> А ты, мое бедное Отечество, знать, заслуживаешь того, что тебя бьют и поносят. Зачем же тебя так дурно управляют? Зачем у тебя такие плохие начальники по всем частям? Зачем у тебя мало честности и благочестия?

Таким образом, можно наблюдать достаточно "трезвый" патриотизм отца Николая:
18 / 31 июля 1904. <...> Бьют нас японцы, ненавидят нас все народы, Господь Бог, по-видимому, гнев Свой изливает на нас. Да и как иначе?.. Дворянство наше веками развращалось крепостным правом и сделалось развратным до мозга костей. Простой народ веками угнетался тем же крепостным состоянием и сделался невежествен и груб до последней степени; служилый класс и чиновничество жили взяточничеством и казнокрадством, и ныне на всех степенях служения – поголовное самое бессовестное казнокрадство везде, где только можно украсть. Верхний класс – коллекция обезьян – подражателей и обожателей то Франции, то Англии, то Германии и всего прочего заграничного; духовенство, гнетомое бедностью, еле содержит катехизис – до развития ли ему христианских идеалов и освещения ими себя и других?.. Нет, недаром нынешние бедствия обрушиваются на Россию – сама она привлекла их на себя. Только сотвори, Господи Боже, чтобы это было наказующим жезлом Любви Твоей!..

20 мая / 2 июня 1905. Пятница. Не морская держава Россия. Бог дал ей землю, составляющую 6-ю часть света и тянущуюся беспрерывно по материку, без всяких островов. И владеть бы мирно ею, разрабатывать ее богатства, обращать их во благо своего народа; заботиться о материальном и духовном благе обитателей ее. А Русскому Правительству все кажется мало, и ширит оно свои владения все больше и больше; да еще какими способами! Манчжуриею завладеть, отнять ее у Китая, разве доброе дело? «Незамерзающий порт нужен». На что? На похвальбу морякам? Ну вот и пусть теперь хвалятся своим неслыханным позором поражения. Очевидно, Бог не с нами был, потому что мы нарушили правду. <…> «Зачем вам Корея?» — вопросил я когда-то Адмирала Дубасова. «По естественному праву она должна быть наша, — ответил он <…> Корея у наших ног, мы не можем не протянуться до моря и не сделать Корею нашею». Ну вот и сделали! Ноги отрубают!

Провал войны и революционные события в России заставили Николая подвести итог:

9/22 мая 1906. Вторник. День Святителя Николая Чудотворца <…> пришлось с горечью сказать: «Нет у нас Отечества! Россия — этнографический материал в пользу других народов, больше ничего». Дай Бог, чтобы это была неправда!.

Когда в Японию стали прибывать русские пленные (общее их число достигало 73 тыс. человек), епископ Николай с согласия японского правительства образовал Общество духовного утешения военнопленных. Для окормления пленных им были отобраны пятеро священников, владевших русским языком. Пленные снабжались иконами и книгами. Владыка неоднократно обращался к ним письменно (самого Николая к пленным не пускали).
24 марта 1906 года возведён в сан архиепископа Токийского и всея Японии. В том же году было основано Киотоское викариатство.
После кончины архиепископа Николая японский император Мэйдзи лично дал разрешение на захоронение его останков в пределах города, на кладбище Янака.

## Награды
- Орден Святого Владимира I степени
- Орден Святого Александра Невского с бриллиантами
- Орден Святого Александра Невского
- Орден Святой Анны I степени
- Орден Святого Владимира II степени

## Канонизация

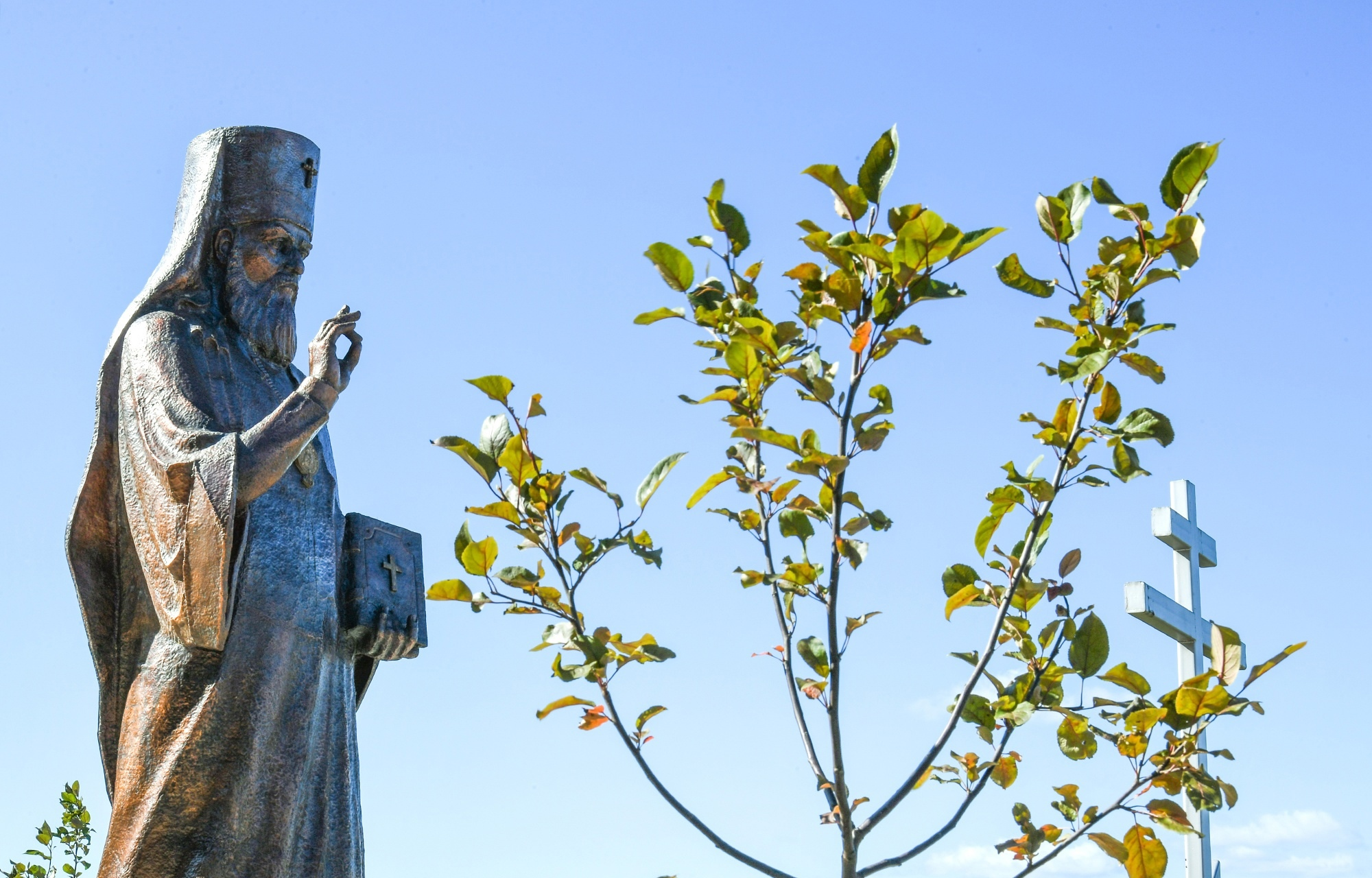
Памятник Николаю Японскому в деревне Береза. Открыт 6 сентября 2023 года

10 апреля 1970 года решением Священного синода Московского патриархата причислен к лику святых. Его канонизация, совершенная в рамках международной деятельности Русской
Православной Церкви, прошла тихо и незаметно, что ставилось властями условием для её разрешения. Служба ему была написана митрополитом Ленинградским и Новгородским Никодимом (Ротовым) и опубликована в 1978 году.
Тропарь, глас 4

А҆пⷭ҇лѡвъ є҆динонра́вне и҆ сопресто́льне, ꙳ слꙋжи́телю хрⷭ҇то́въ вѣ́рный и҆ бг҃омꙋ́дрый, ꙳ цѣвни́це и҆збра́ннаѧ бжⷭ҇твеннагѡ дх҃а, ꙳ сосꙋ́де преизлива́ющїйсѧ любвѐ хрⷭ҇то́вы, ꙳ ꙗ҆пѡ́нскїѧ землѝ просвѣти́телю, ꙳ ст҃ы́й нїко́лае, і҆ера́рше равноапо́стольне, ꙳ моли́сѧ живонача́льнѣй трⷪ҇цѣ ꙳ ѡ҆ все́мъ твое́мъ ста́дѣ ꙳ и҆ ѡ҆ все́мъ мі́рѣ.

使徒と等しく同座なる者　忠實にして神智なるハリストスの役者　聖なる神ﾟに選ばれたる笛　ハリストスの愛に滿ちたる器　我が國（日本の國）の光照者　亞使徒大主教聖ニコライよ　爾の牧群の爲　及び全世界の爲に　生命を保つ生三者に祷り給へ

Ин тропарь, глас 4

Ꙗ҆́кѡ а҆пⷭ҇лѡмъ соприча́стника въ трꙋдѣ́хъ и҆ возме́здїихъ ꙳ цр҃ковь тѧ̀ съ любо́вїю почита́етъ, ꙳ ст҃лю ѻ҆́ч҃е нїко́лае равноапо́стольне. ꙳ Положи́въ бо мно́гими пѡ́двиги нача́ло правосла́вїѧ въ ꙗ҆по́нїи ꙗ҆зы́честѣй, ꙳ ᲂу҆мно́жилъ є҆сѝ въ не́й ча̑да спⷭ҇нїѧ, ꙳ и҆ по кончи́нѣ прїѧ́тъ тѧ̀ бг҃ъ во ѻ҆би́тели а҆пⷭ҇лъ свои́хъ по достоѧ́нїю. ꙳ Сегѡ̀ ра́ди мо́лимъ тѧ̀: ꙳ моли́сѧ гдⷭ҇еви пребы́ти и҆ въ прє́днѧѧ дѣ́лꙋ твоемꙋ̀ незы́блемꙋ на вѣ́ки, ꙳ и҆ ввести́сѧ въ ло́но цр҃кве правосла́вныѧ всѣ̑мъ поги́бнꙋти и҆мꙋ́щымъ, ꙳ ᲂу҆мири́тисѧ мі́рови ꙳ и҆ спⷭ҇ти́сѧ дꙋша́мъ на́шымъ.

Кондак, глас 4

Стра́нника и҆ прише́льца прїѧ́тъ тѧ̀ страна̀ ꙗ҆по́нскаѧ, ꙳ равноапо́стольне ст҃лю нїко́лае, ꙳ въ не́йже и҆спе́рва позна́лъ є҆сѝ себѣ̀ ꙗ҆́кѡ чꙋжда́го, ꙳ ѻ҆ба́че теплотꙋ̀ и҆ свѣ́тъ хрⷭ҇то́въ и҆сточа́ѧ, ꙳ прелага́лъ є҆сѝ враги̑ твоѧ̀ въ сыны̀ дх҃ѡ́вныѧ, ꙳ и҆̀мже разда́й блⷣгть бж҃їю, созида́лъ є҆сѝ цр҃ковь хрⷭ҇то́вꙋ, ꙳ ѡ҆ не́йже ны́нѣ моли́сѧ, ꙳ и҆ тебѣ̀ бо сы́нове є҆ѧ̀ и҆ дщє́ри взыва́ютъ: ꙳ ра́дꙋйсѧ, па́стырю до́брый на́шъ.

成聖者亞使徒ニコライよ　我が國（日本の國）は爾を旅人及び寄寓者として受け　爾も初め我が國（日本）にて己を他所者と知れども　ハリストスの光と暖かきを流し　爾の敵を屬神の子に變へ　彼等に神の恩寵を與へ　ハリストスの教會を築けり　今我が教會（其日本の教會）の爲に祷り給へ　蓋其諸子は爾に呼ぶ　我が善き牧者よ　慶べよ 

Ин кондак, глас 2

Тве́рдаго и҆ бг҃овѣща́ннаго проповѣ́дателѧ є҆ѵⷢ҇лїѧ твоегѡ̀, гдⷭ҇и, ꙳ возме́здилъ є҆сѝ бг҃олѣ́пнѡ, ꙳ трꙋды̀ бо є҆гѡ̀ и҆ болѣ̑зни прїѧ́лъ є҆сѝ па́че всѣ́хъ же́ртвъ зако́нныхъ и҆ всесожже́нїй. ꙳ Того̀ мл҃твами соблюдѝ на́съ ѿ непрїѧ́зни.

## Почитание Николая Японского на малой родине

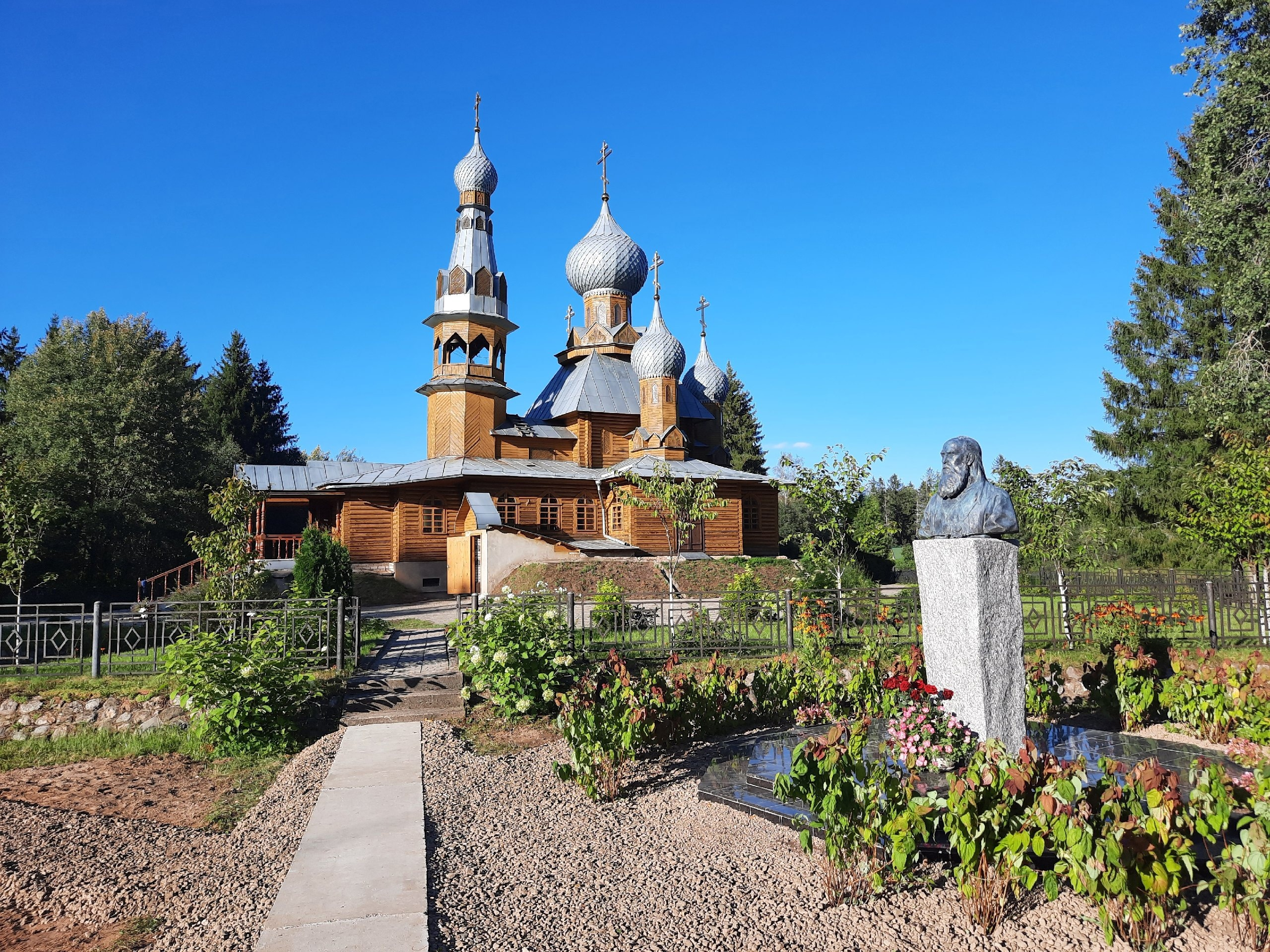
Храм Святого Равноапостольного Николая Японского (Мирный, 2003)

В 1998 году в деревне Береза Оленинского района установлен Поклонный крест в память о Николае Японском. 16 февраля 2003 года в поселке Мирный Оленинского района освящен Храм Святого Равноапостольного Николая Японского. Летом 2023 года у храма установлен памятник святому. 6 сентября 2023 года, при участии губернатора Тверской области Игоря Рудени, в деревне Береза, на месте родительского дома Николая Японского, открыт памятник, построенный телеканалом «Спас» на средства, собранные зрителями канала.